# Andreu Argelich i Lladó
Andreu Argelich i Lladó (Manresa, Bages, 22 d'agost de 1936 - Manresa, 29 de setembre de 2002) fou un pintor paisatgista català, classificat de postimpressionista i expressionista amb intencions a l'abstracció.
Argelich va ser un dels últims i més apreciats alumnes del mestre Evarist Basiana, del qual va obtenir una tècnica que es desmarcava de l'estètica estrictament acadèmica. Fou un dels impulsors del grup dels tretze juntament amb Andreu Descals, Jaume Casacuberta, Salvador Clotet, Antoni March, Josep Maria Massegú, Antoni Sala, Joan Sallent, Lluís Sanz, Josep Fornells, Ramon Salisi i Josep Vila Closes, una generació d'or d'artistes locals manresans.
El pintor va destacar per refer el Cercle Artístic de Manresa els anys 1990 i 1991, així com per la seva vinculació amb el món cultural manresà, on fou president del Casal Cultural de Dansaires Manresans, membre d'entitats corals, sardanistes i esportives. Va ser iniciador dels primers cursos d'aquarel·la, membre actiu del Patronat de la Fundació Mestres Cabanes, membre del grup promotor de l'homenatge al mestre Basiana, i a l'il·lustre dibuixant Joan Vilanova.

## Estil
El mateix pintor va definir el seu estil com un "impressionisme expressionista", mostrant fins a quin punt tenia una forma particular de crear. El paisatge d'Argelich està vinculat a la primera època de Mondrian. S'inspirà en indrets tan diferents com les comarques del Bages i l'Empordà o el Marroc, tots amb els seus matisos i diferències, amb un estil particular que intenta explorar els límits de l'estil pictòric sempre sense renunciar a l'arrel figurativa que deixa entreveure els detalls més particulars de cada tema. Argelich fa una interpretació lliure del paisatge, en els seus quadres predomina la densitat del color, amb enquadraments obscurs, amb pinzellades soltes, i amb un domini de la composició. A mesura que madura la seva obra, l'escena pintada és més fugissera i recrea una atmosfera cada cop més perceptible per la intuïció.

## Exposicions
Modest en el tarannà quotidià, a part de diverses exposicions col·lectives, només acceptà dues exposicions individuals en vida:
- 1982: Sala d'Art Xipell, Manresa
- 1998: Castelló d'Empúries

Posteriorment va rebre els següents homenatges:
- 2003: Palau-saverdera, exposició homenatge[11]
- 2004: Fundació Caixa Manresa, Andreu Argelich, silenciosa petjada[12]

Té exposada obra en permanència als Ajuntaments de Manresa i Castelló, al Museu de l'Aquarel·la de Llançà, al Museu Comarcal de Manresa, a l'Agrupació Mútua i a nombroses col·leccions particulars del país i a l'estranger.

## Premis
Va aconseguir multitud de premis, com el Poble Nou, el Gaudí a la millor indagació expressiva, el primer premi d'aquarel·la del Saló de Tardor de Manresa, la II bienal de Manresa, la tercera edició del Premi de Pintura Agrupació (d'un total de 340 obres), el Vila de Mieres, el Plans de Sió o el Premi Ciutat de Berga.
El 2001 va guanyar el primer premi del prestigiós Certamen Nacional de Pintura Juan Aparicio de Badajoz.